# Baroness (музичка група)
Баронес (енгл. Baroness) америчка је хеви метал група из Саване, Џорџија, чији су оснивајући чланови одрасли у Лексингтону, Вирџинија.

## Историјат

### Године формирања (2003—2007)
Баронес је основан средином 2003. године од стране чланова панк/метал бенда Џони Велфер енд д Пејчекс. Певач Џон Дајер Бејзли прави цртеже и илустрације за све омоте албума овог бенда, као и појединих других бендова.
Од 2004. до 2007. године, Баронес је снимио и издао три ЕПа, названи First, Second и A Grey Sigh in a Flower Husk (такође познат као Third), док је трећи био подељен са музичком групом Анперсонс.

### Red Album(2007—2009)
Баронес је започео снимање свог првог студијског албума у марту 2007. године. Филип Коуп из бенда Килеса је био продуцент на овом албуму. Red Album је издат 4. септембра 2007. године и врло је позитивно прихваћен. Хеви метал магазин Revolver га је прогласио албумом године. Група је 1. децембра 2007. године наступала у Баувери Болрум у Њујорку. У септембру 2008. године, група је на друштвеној мрежи Мајспејс изјавила да Брајан Бликл напушта бенд, а и уједно га замењују Питером Адамсом, који је такође био члан бенда из Вирџиније, Велкари.
У периоду од 2007. до 2009. године, бенд је имао интернационалне турнеје и наступе са бендовима као што су Конврџ, Хај он Фајер, Опет, Мастодон, Клач, Кохид енд Камбриа, као и многи други.

### Blue Record(2009—2011)
Дана 18. маја 2009. године, Баронес је започео снимање свог другог албума, Blue Record, у The Track Studio, у Плејну, Тексас, док је продуцент био Џон Конглтон (Блек Маунтин, Д Полифоник Спри…). Албум је издат 13. октобра 2009. године преко идавачке куће Relapse Records.
У фебруару и марту 2010. године, бенд је наступао на Australian Soundwave фестивалу, као и други бендови као што су Клач, Мешуга, Ајсис, Џејнс Адикшн, Фејт ноу Мор, и други. Група је у марту 2010. године такође била на турнеји у Јапану са бендом Ајсис.
Баронес је био на турнејама са много популарнијим бендовима као што су Мастодон током априла и маја 2010. године, Дефтонс током августа и септембра 2010. године. Баронес је био један од два пратећа бенда Металики на њиховој турнеји у Аустралији и Новом Зеланду крајем 2010. године (док је други пратећи бенд био Лемб оф Гад).
Баронес је такође наступао на фестивалима Coachella и Bonnaroo 2010. године.
Blue Record је касније назван „20-тим најбољим албумом свих времена” од стране LA Weekly 2013. године.

### Yellow & Greenи саобраћајна несрећа у Енглеској (2011—2012)
Дана 23. маја 2011. године, бенд је отворио своју званичну веб-страницу, на којој су прве објаве наговештавале на нови албум, Yellow & Green, чији је продуцент такође био Џон Конглтон. Бенд је 14. маја 2012. године на Јутјубу објавио сингл „Take My Bones Away”.
Дана 15. августа 2012. године, девет путника је повређено (од којих је двоје озбиљно повређено) након што је аутобус у којем је бенд путовао пао са вијадукта високог око 9 m у близини Бата, Енглеска. Хитне службе које су се побринуле о тој ситуацији су изјавиле да је до несреће дошло у 11:30 часова, а нису могли да употребе хеликоптере за транспорт повређених због великих киша и лоше видљивости. У овој несрећи, фронтмен Џон Бејзли је сломио леву руку и леву ногу. Ален Бликл и Мет Магиони су имали сломљен кичмени пршљен. Питер Адамс је збринут и пуштен из болнице сутрадан, 16. августа 2012. године.

### Опоравак и измене чланова (2013—2014)
Током предстојећих месеци опоравка, Баронес је већ почео да заказује наступе и турнеје. Џон Бејзли је од 14. до 16. марта 2013. године одржавао уметничку изложбу у Остину, Тексас. Такође, бенд је планирао да одржи наступе на фестивалима као што су Chaos in Tejas, Free Press Summer Festival, и Heavy MTL.
Дана 25. марта 2013. године, бенд је на свом званичном веб сајту изјавио да су Ален Бликл (бубњар) и Мет Магиони (басиста) напустили бенд.
Бенд је 1. априла 2013. године започео своју турнеју кроз САД, што је био дебитантски наступ за басисту Ника Џоста и бубњара Себастијана Томсона из Тренс Ема.
Баронес је 27. септембра 2013. године започео своју европску турнеју у Тилбургу, Холандија.

### Purple(2015—2017)
Пред крај своје турнеје у Европи, бенд је 28. августа 2015. године објавио песму „Chlorine and Wine”, истовремено најављујући нови албум који треба да буде издат 15. децембра 2015. године преко њихове сопствене издавачке куће Abraxan Hymns.
Purple је снимио Дејв Фридман у Tarbox Road Studios.
Дана 24. септембра 2015. године, бенд је објавио музички спот за песму „Chlorine and Wine” и најавили су мању турнеју у Северној Америци.
Дана 15. новембра 2015. године, Баронес је објавио први званичан синг са албума назван „Shock Me”. Тај сингл ће касније, 2017. године, бити номинован за Греми награду за најбољи метал наступ.

### Gold & Grey(2017—данас)
Дана 26. априла 2017. године, Џон Бејзли је у интервјуу изјавио да је бенд започео прављење материјала за њихов пети студијски албум. Бејзли је такође рекао: „Започели смо са писањем неколико мелодија на којима тренутно радимо. Још једна добра ствар је што су Себастијан и Ник били довољно дуго у бенду да схвате шта ми тачно радимо”.
Бенд је 1. јуна 2017. изјавио да Питер Адамс напушта бенд да би више фокусирао своју енергију код куће него на путу. Џина Глисон је постала његова замена.
Дана 9. марта 2019, бенд је на својим друштвеним мрежама почео да наговештава нови албум, а три дана касније, 12. марта, објавили су слику новог албума Gold & Grey, изјавивши „ова слика је плод врло личног погледа у дванаестогодишњу историју овог бенда и биће шесто и последње дело наших хроматски инспирисаних албума”.

## Чланови

### Тренутни чланови
- Џон Бејзли — гитаре, вокали, клавијатуре, перкусије (2003-данас)
- Ник Џост — бас гитара, клавијатуре, пратећи вокали (2013-данас)[18]
- Себастијан Томсон — бубњеви, перкусије (2013-данас)[18]
- Џина Глисон — гитаре, пратећи вокали (2017-данас)

### Бивши чланови
- Ален Бликл — бубњеви (2003—2013)
- Самер Велч — бас гитара (2003—2012)
- Тим Лус — гитаре (2003—2005)
- Брајан Бликл — гитаре (2006—2008)
- Питер Адамс — гитаре, пратећи вокали (2008—2017)
- Мет Магиони — бас гитара(2012—2013)

## Признања

### Греми награде
| Година | Номиновано дело | Награда                               | Резултат  |
| ------ | --------------- | ------------------------------------- | --------- |
| 2017   | „Shock Me”      | Греми награда за најбољи метал наступ | Номинован |

## Дискографија

### Студијски албуми
- Red Album (2007)
- Blue Record (2009)
- Yellow & Green (2012)
- Purple (2017)
- Gold & Grey (2019)

### Синглови
- „A Horse Called Golgotha” (2010)
- „The Sweetest Curse” (2011)
- „O'er Hell and Hide” (2011)
- „Take My Bones Away” (2012)
- „March to the Sea” (2012)
- „Chlorine and Wine” (2015)
- „Shock Me” (2015)

### ЕПови
- First (2004)
- Second (2005)
- A Grey Sigh in a Flower Husk (такође познат као Third) (2007)